# Persone di cognome Payne
| Questa pagina contiene informazioni ricavate automaticamente dalle voci biografiche con l'ausilio del template Bio e di un bot. L'aggiornamento è periodico e automatico e ricostruisce completamente la pagina. Se manca una persona in questa lista, sei pregato di non aggiungerla, ma accertati piuttosto che la sua voce biografica contenga il template Bio e che i dati anagrafici siano correttamente compilati. Se il template Bio manca, inseriscilo tu stesso o, in alternativa, metti l'avviso {{tmp\|Bio}} che ne segnala la mancanza. Se i dati riportati sono sbagliati, correggi direttamente la voce biografica; le modifiche saranno visibili in questa lista entro pochi giorni. Per chiarimenti vedi il progetto antroponimi. La lista contiene solo le 59 persone che sono citate nell'enciclopedia e per le quali è stato implementato correttamente il template Bio. Pagina aggiornata al 17 ott 2024. |

Questa è una lista di persone presenti nell'enciclopedia che hanno il cognome Payne, suddivise per attività principale.

## Archeologi(1)
- Humfry Payne, archeologo britannico (Wendover, n. 1902 - Atene, † 1936)

## Astrofisiche(1)
- Cecilia Payne Gaposchkin, astrofisica britannica (Wendover, n. 1900 - Cambridge, † 1979)

## Attori(8)
- Allen Payne, attore statunitense (New York, n. 1968)
- Bruce Payne, attore inglese (Woking, n. 1958)
- Dan Payne, attore canadese (Victoria, n. 1972)
- Douglas Payne, attore britannico (n. 1875 - Londra, † 1935)
- John Payne, attore statunitense (Roanoke, n. 1912 - Malibù, † 1989)
- Tom Payne, attore britannico (Chelmsford, n. 1982)
- Tom Payne, attore, regista e sceneggiatore brasiliano (Lomas de Zamora, n. 1914 - Alfenas, † 1996)
- Waylon Payne, attore, cantante e musicista statunitense (Nashville, n. 1972)

## Attori teatrali(1)
- John Howard Payne, attore teatrale e drammaturgo statunitense (New York, n. 1791 - Tunisi, † 1852)

## Attrici(2)
- Edna Payne, attrice statunitense (New York, n. 1891 - Los Angeles, † 1953)
- Sarah Payne, attrice e soprano inglese

## Bassisti(1)
- Dougie Payne, bassista britannico (Glasgow, n. 1972)

## Biologi(1)
- Roger Payne, biologo e ambientalista statunitense (New York, n. 1935 - South Woodstock, † 2023)

## Calciatori(4)
- Desevio Payne, calciatore statunitense (Greenwood, n. 1995)
- Déron Payne, calciatore olandese (Nieuw-Vennep, n. 2002)
- John Payne, calciatore inglese (Camberwell, n. 1899 - Leytonstone, † 1942)
- Tim Payne, calciatore neozelandese (Auckland, n. 1994)

## Calciatrici(1)
- Heather Payne, calciatrice irlandese (Ballinasloe, n. 2000)

## Canottiere(1)
- Sydney Payne, canottiera canadese (Victoria, n. 1997)

## Cantanti(2)
- Freda Payne, cantante statunitense (Detroit, n. 1942)
- Liam Payne, cantante inglese (Wolverhampton, n. 1993 - Buenos Aires, † 2024)

## Cantautrici(2)
- Chrisette Michele, cantautrice statunitense (Long Island, n. 1982)
- Candie Payne, cantautrice britannica (Liverpool, n. 1981)

## Cestiste(1)
- Marita Payne, ex cestista australiana (Melbourne, n. 1981)

## Cestisti(8)
- Kenny Payne, ex cestista e allenatore di pallacanestro statunitense (Laurel, n. 1966)
- Steve Payne, ex cestista statunitense (Calumet Park, n. 1972)
- Tom Payne, ex cestista statunitense (n. 1950)
- Adreian Payne, cestista statunitense (Dayton, n. 1991 - Orlando, † 2022)
- Cameron Payne, cestista statunitense (Bartlett, n. 1994)
- Mark Payne, ex cestista statunitense (Lubbock, n. 1988)
- Michael Payne, ex cestista statunitense (Quincy, n. 1963)
- Victor Payne, ex cestista barbadiano (n. 1975)

## Compositori(1)
- Anthony Payne, compositore inglese (Londra, n. 1936 - † 2021)

## Editori(1)
- Roger Payne, editore inglese (Windsor, n. 1739 - Londra, † 1797)

## Funzionari(1)
- George Payne, funzionario e scrittore britannico (Londra, n. 1685 - Londra, † 1757)

## Giocatori di football americano(1)
- Daron Payne, giocatore di football americano statunitense (Birmingham, n. 1997)

## Musicisti(1)
- John Payne, musicista e cantante britannico (n. 1958)

## Nuotatrici(1)
- Keri-Anne Payne, ex nuotatrice britannica (Johannesburg, n. 1987)

## Ostacolisti(1)
- David Payne, ostacolista statunitense (Cincinnati, n. 1982)

## Pallanuotiste(1)
- Nicolle Payne, pallanuotista statunitense (Paramount, n. 1976)

## Pallavoliste(1)
- Kelsie Payne, pallavolista statunitense (Austin, n. 1995)

## Pistard(1)
- Ernest Payne, pistard britannico (Worcester, n. 1884 - Worcester, † 1961)

## Pittori(1)
- David Payne, pittore scozzese (Annan, n. 1843 - † 1894)

## Politiche(1)
- Marise Payne, politica australiana (Sydney, n. 1964)

## Politici(2)
- Donald M. Payne, politico statunitense (Newark, n. 1934 - Livingston, † 2012)
- Henry Clay Payne, politico statunitense (Ashfield, n. 1843 - Washington, † 1904)

## Presbiteri(1)
- John Payne, presbitero inglese (Peterborough, n. 1550 - Chelmsford, † 1582)

## Registi(1)
- Alexander Payne, regista, sceneggiatore e produttore cinematografico statunitense (Omaha, n. 1961)

## Rugbisti a 15(2)
- Jared Payne, ex rugbista a 15 e allenatore di rugby a 15 neozelandese (Tauranga, n. 1985)
- Tim Payne, ex rugbista a 15 e allenatore di rugby a 15 britannico (Swindon, n. 1979)

## Sceneggiatori(2)
- Don Payne, sceneggiatore e produttore televisivo statunitense (Wilmington, n. 1964 - Los Angeles, † 2013)
- Nick Payne, sceneggiatore e drammaturgo britannico (n. 1984)

## Sciatrici alpine(1)
- Carter Payne, ex sciatrice alpina statunitense (n. 1969)

## Scrittori(1)
- Donald Gordon Payne, scrittore britannico (Londra, n. 1924 - † 2018)

## Truffatrici(1)
- Doris Payne, truffatrice statunitense (Slab Fork, n. 1930)

## Tuffatrici(1)
- Thelma Payne, tuffatrice e nuotatrice statunitense (Salem, n. 1896 - Laguna Niguel, † 1988)

## Velociste(1)
- Marita Payne, ex velocista canadese (Bridgetown, n. 1960)